# Namsadang

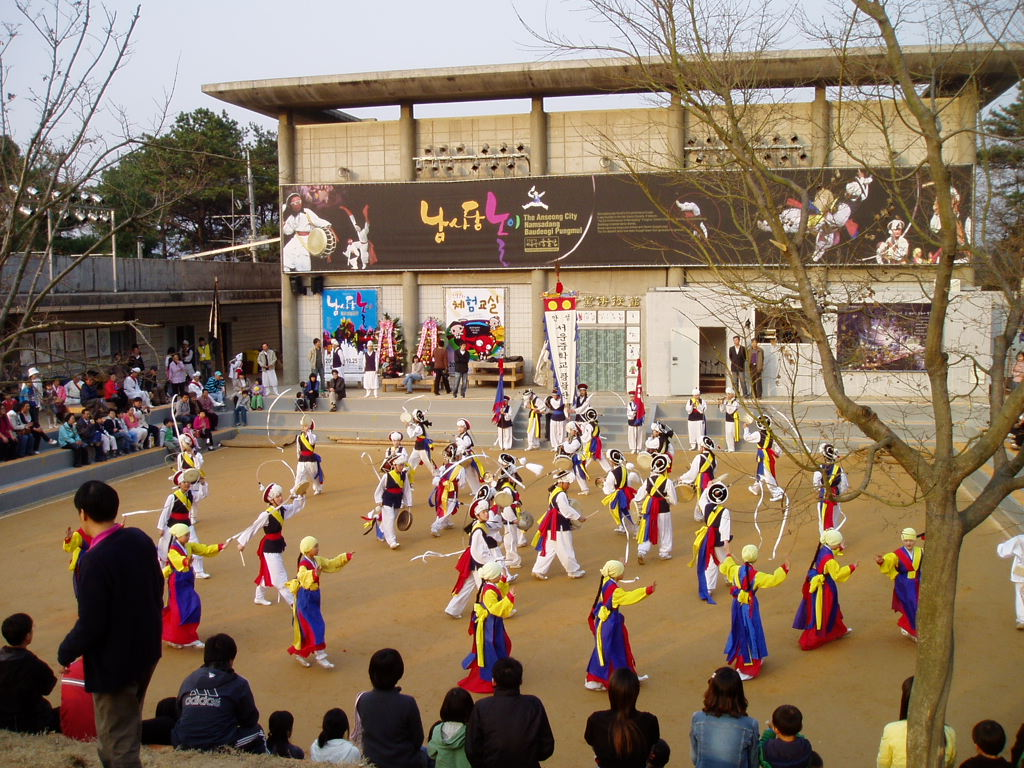
Aufführung des Pungmul

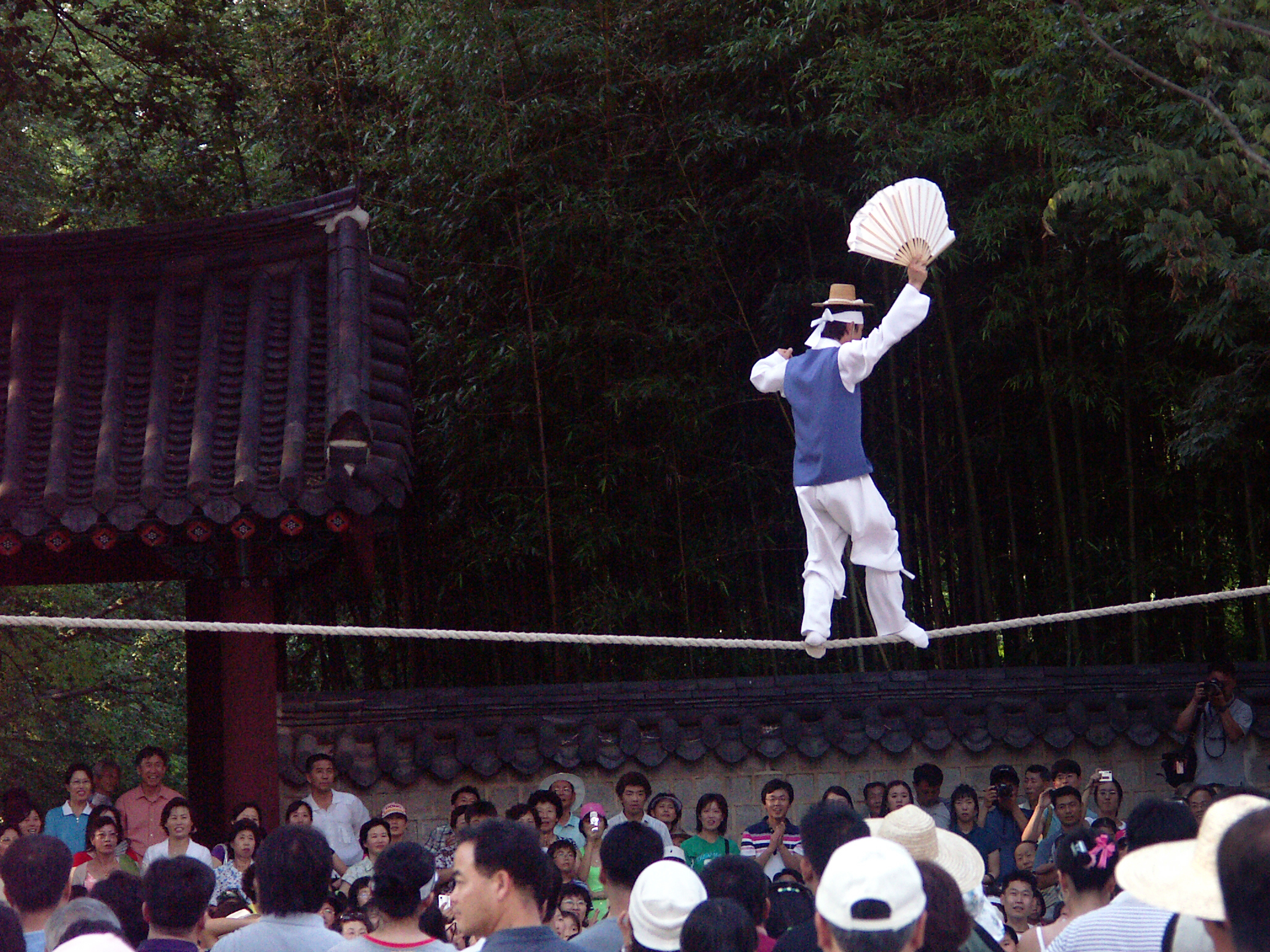
Aufführung des Eoreum

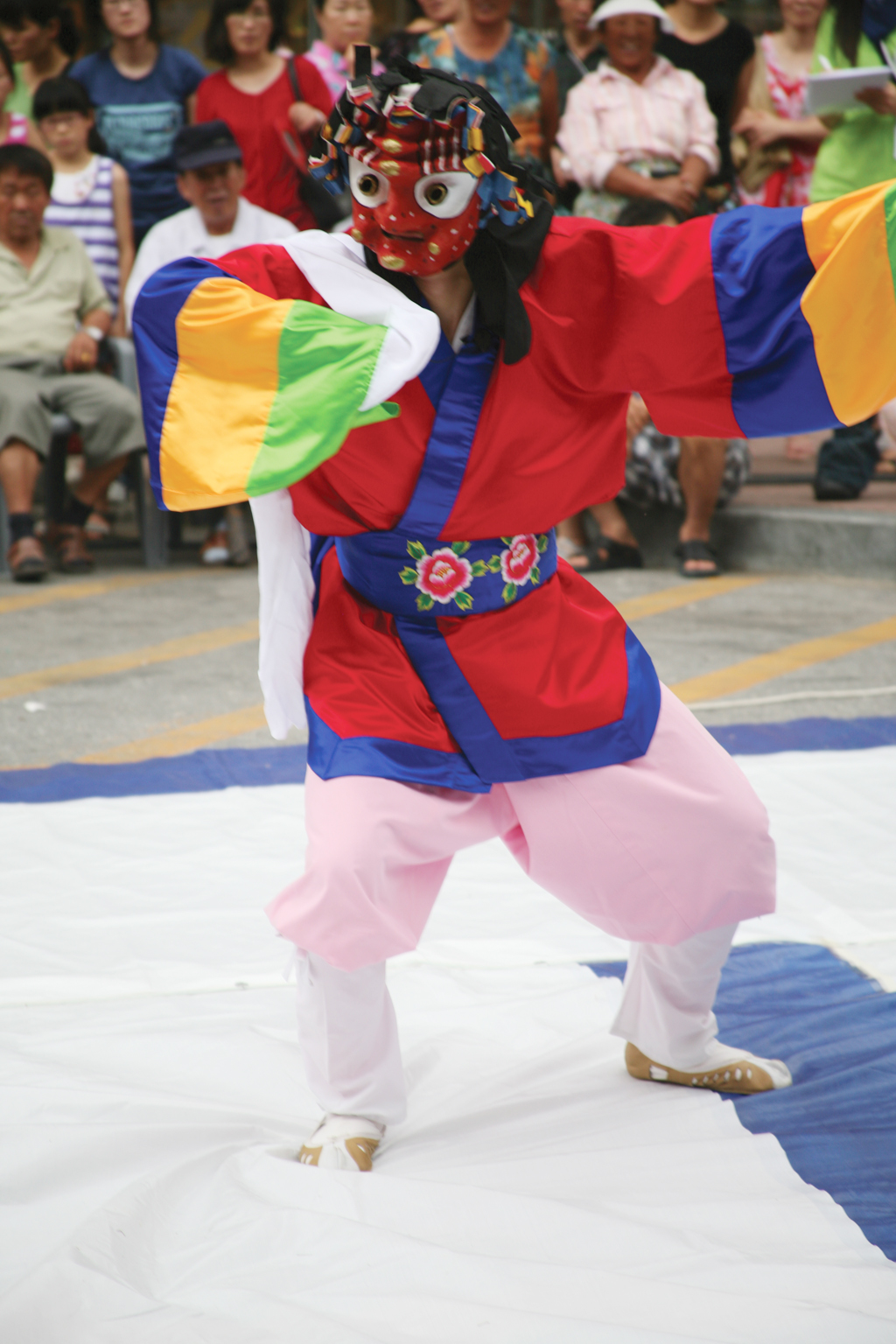
Maskentanz

Namsadang (남사당), häufig in der Literatur auch als Namsadangpae (남사당패) bezeichnet, war der Name für eine Gruppe umherreisender Performance-Künstler in Korea, die ausschließlich aus Männern bestand und in ihren Darbietungen in traditioneller Weise trommelten, sangen, tanzten und akrobatische Kunststücke aufführten. Auch gehörten Maskentanz, bäuerliche Theaterstücke und Puppenspiele zu ihrem Programm. Ihre Aufführungen wurden als Namsadang Nori (남사당) bezeichnet.

## Namensbedeutung
Namsadangpae 남사당패 setzt sich zusammen aus nam 남, was für das männliche Geschlecht steht, sadang 사당 eigentlich ein Mitglied einer weiblichen Wandertruppe bezeichnet, aber durch das vorgestellte nam 남 ein männliches Mitglied meint und pae 패 für Sippe oder Gruppe steht.

## Geschichte
Während der Joseon-Dynastie (조선 왕조) (1392–1920) waren die umherziehenden Namsadang-Gruppen, die maximal aus bis zu 50 Personen bestehen konnten, in der dörflichen Bevölkerung sehr beliebt, boten sie doch den einfachen Leuten eine willkommene Abwechslung für ihr hartes Leben auf dem Land. Es ist nicht bekannt, wann sich die Tradition der Namsadang herausbildete. Belegt sind aber mündlich überlieferte Geschichten, in denen die Namsadang erwähnt wurden und die auf den Beginn der Silla-Periode (57 v. Chr. – 935 n. Chr.) verweisen. Schriftliche Überlieferung sind hingegen rar, da ihre Kunst der Unterschicht zugeordnet wurde und Berichte über die Gruppe häufig negativer Art war.
Die Namsadang zogen von Dorf zu Dorf und erbrachten ihre Darbietungen zumeist auf den Marktplätzen der Orte. Jede dieser umherziehenden Gruppen war gewöhnlich einem buddhistischen Tempel zugehörig, dessen Amulette sie während ihrer Tour an die Zuschauer verkauften. Ein Teil ihrer Einnahmen gingen zum Ende der Saison, die vom Frühjahr bis zum Herbst dauerte, an die Mönche der jeweiligen Klöster. Auch beherbergten die Klöster in der Regel die Mitglieder der Namsadang. Doch zum Ende des 18. bis in das 19. Jahrhundert vermehrte sich die Anzahl der Gruppen derart, dass die Klöster nicht mehr alle beherbergen konnten. Die betreffenden Gruppen ließen sich in den Nachbardörfern nieder, in denen sie überwinterten und die Dörfer deshalb als Sadanggol (사당골) bezeichnet wurden.
Neben den Namsadang gab es auch reine Frauengruppen die als Sadang (사당) bzw. Sadangpae (사당패) bezeichnet wurden. Andere Wandertruppen waren unter den Bezeichnungen Daegwangdaepae (대광대패), Sotdaejaengipae (솟대쟁이패), Geollippae (걸립패) und Jungmaegupae (중매구패) bekannt.
Um 1900 herum sollen noch rund 40 umherziehende Männer- und Frauengruppen in Korea präsent gewesen sein und zehn Orte waren bekannt, an denen Gruppen ihren Heimatort hatten, die Stadt Anseong (안성), war eine davon.

## Aufführungen
Die Namsadang-Gruppen, die heutzutage in Südkorea auftreten, gliedern ihre Aufführungen in sechs verschiedene traditionelle Teile, dem Pungmul (풍물), einer volkstümlichen Trommelmusik mit vier Instrumenten zu der auch tänzerische Einlagen gehören, dem Beonadoligi (버나도리기), bei dem die Auftretenden Teller auf einem Stab schnell rotieren lassen und damit Kunststücke vollbringen, dem Salpan (살판), einer Aufführung bei der akrobatische Kunststücke auf dem Platz dargeboten werden, dem Eoreum (어름), bei dem auf einem gespannten Seil balanciert wird, dem Deotboegi (덧뵈기), der aus einem Maskentanz besteht und dem Deolmi (덜미), dem klassischen Puppentheater. Früher bestanden die Aufführungen noch aus mehreren Akten als heute.
Die Wandertruppen der Sadangpae (Frauengruppen) führten in der Regel mehr Tänze auf und erbrachten Gesangsdarbietungen.

## Namsadang in Anseong
Die Stadt Anseong in der südkoreanischen Provinz Gyeonggi-do (경기도) ist bekannt für sein Anseong Namsadang Baudeogi Festival (안성 남사당 바우덕이축제), das seit dem Jahr 2001 jährlich im Oktober im Stadtteil Namsadang-ro (남사당로) abgehalten wird.

## Immaterielles Kulturerbe der Menschheit
Namsadang Nori wurde am 7. Dezember 1964 unter der Registrierungsnummer drei als national bedeutendes immaterielles Kulturgut anerkannt und entsprechend registriert und 2009 in die UNESCO-Liste des immateriellen Kulturerbes der Menschheit aufgenommen.